# بنية الأدب (كتاب)
بنية الأدب هو كتاب نقد أدبي صدر عام 1954 من تأليف بول غودمان، وهو النسخة المنشورة من أطروحة الدكتوراه في العلوم الإنسانية. يقترح الكتاب نمطًا من التحليل الأدبي الرسمي يسميه غودمان "التحليل الرسمي الاستقرائي": يحدد غودمان البنية الرسمية داخل العمل الأدبي المعزول، ويكتشف كيفية تفاعل أجزاء العمل مع بعضها البعض لتكوين الكل، ويستخدم تلك التعريفات للدراسة ولأعمال أخرى. يقوم غودمان بتحليل الأعمال الأدبية المتعددة كأمثلة مع القراءة الدقيقة ومناقشة النوع.
ذكرت النقاط الرئيسية في أطروحة غودمان في مقال نشر عام 1934 عن علم الجمال بقلم المؤلف، الذي درس مع الفيلسوف ريتشارد ماكيون [الإنجليزية] وغيره من الأرسطيين الجدد في جامعة شيكاغو. أنهى غودمان أطروحته في عام 1940، ولكن نشرها فقط في عام 1954 عن دار جامعة شيكاغو بناءً على طلب ماكيون. وصف النقاد الكتاب بأنه لم يحقق أهدافه، حيث يحتوي على رؤية نفسية جذابة وجوانب حادة غارقة في قضايا الأسلوب الصارخة والمصطلحات التي جعلت المقاطع غير قابلة للاختراق أو تحجب حجته. على الرغم من أن غودمان ساهم في تطوير ما أصبح يعرف باسم كلية شيكاغو للنقد الأدبي الرسمي الأرسطي بجامعة شيكاغو، إلا أنه لم يتلق اعترافًا أكاديميًا واسع النطاق لأطروحته ولم تقبل طريقته في هذا المجال.

## الخلفية والنشر
الكتاب هو عمل من أعمال النقد الأدبي، وهو نوع من الجدالات الفكرية الإنسانية حول جماليات الأدب. يُعرف المؤلف، بول غودمان، بأنه رجل الأدب، في إشارة إلى (بالفرنسية: أدب جميل)‏ التقليد الفكري الذي انحدر إلى الشكل الأكاديمي المهني المعروف باسم النقد الأدبي. تدرب في هذا التقليد الأكاديمي. في بنية الأدب، ومارس التحليل الأدبي الرسمي، وهو نهج يقسم فيه العمل إلى أجزائه ويصف كيف تترابط تلك الأجزاء لتشكل معًا كلًا وتخلق المعنى.

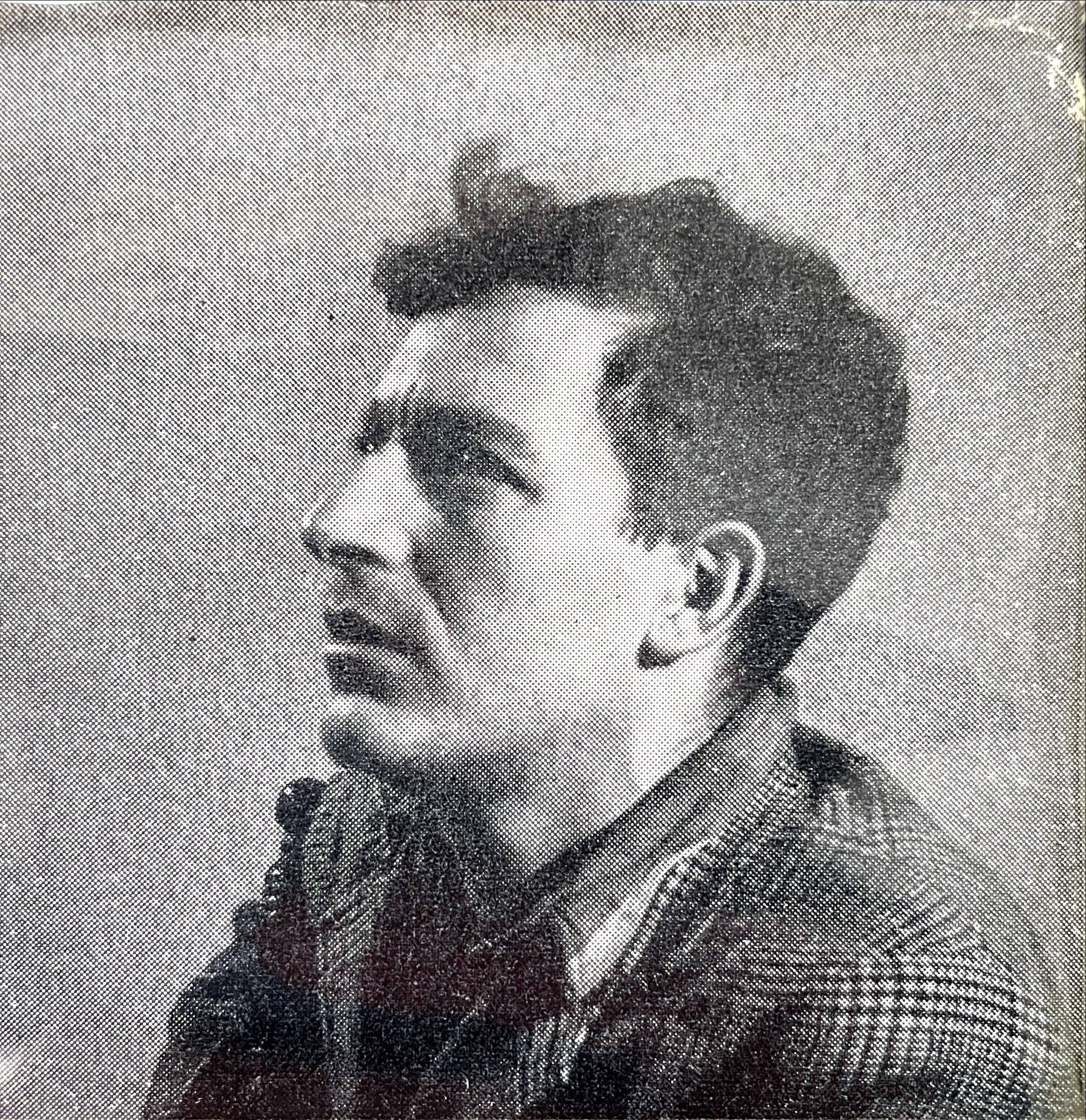
المؤلف في أواخر الأربعينيات

في أوائل ثلاثينيات القرن العشرين، قام غودمان بشكل غير رسمي بتدقيق فصول جامعة كولومبيا التي يدرسها الفيلسوف ريتشارد ماكيون. عندما أصبح ماكيون عميدًا لجامعة شيكاغو، رافقه غودمان وأصبح طالب دراسات عليا في العلوم الإنسانية. كان ماكيون شخصية مركزية فيما أصبح يعرف باسم مدرسة شيكاغو الأرسطية الجديدة للنقد الأدبي، على الرغم من عدم تعريفه على أنه أرسطو نفسه. في إحدى المقابلات، قال غودمان إنه جاء إلى شيكاغو للعمل في علم الجمال وجاء ليكتب عن النقد العملي والشعرية الأرسطية. لم يكن الأرسطيون الجدد في مدرسة شيكاغو مدرسة فكرية متسقة ولكنهم شاركوا في اهتمام مشترك بـ (1) تاريخ النظرية الأدبية، (2) منهجية ومصطلحات شعرية أرسطو، و (3) الشك تجاه النقد الجديد حركة. أكد أرسطو في شيكاغو على العناصر الفئوية للعمل الأدبي، مثل الحبكة والنوع.
أنهى غودمان أطروحة الدكتوراه بحلول عام 1940، ومع ذلك لم يقم بتقديمها أو الحصول على شهادته الرسمية لأكثر من عقد من الزمن، لعدم استعداده لدفع تكاليف تنضيدها. جمعت الأطروحة، التحليل الرسمي للقصائد، الدراسات التي كتبها غودمان لدورات النقد وتحليل الأفكار. واستغرق الأمر حتى عام 1954 حتى يحصل على شهادته، عندما قبلت الجامعة نسخة من كتابه الجديد بعنوان بنية الأدب بدلاً من النسخة المطبوعة للأطروحة. النقاط المركزية لهذه الأطروحة المتأخرة، وفقًا للناقد الأدبي كينغسلي ويدمر [الإنجليزية]، نُشرت في مقال غودمان عام 1934 عن علم الجمال في مجلة الفلسفة [الإنجليزية].
ماكيون وبنجامين نيلسون، أستاذ آخر في شيكاغو، أقنعا دار جامعة شيكاغو بنشر الأطروحة. وقام غودمان بمراجعة الطبعة المنشورة، لتشمل مادة أكاديمية جديدة، بما في ذلك قسم من تحليل غودمان لعام 1947 لأعمال الروائي فرانز كافكا، نشرت مطبعة جامعة شيكاغو طبعة ذات غلاف مقوى في 30 أبريل 1954. تبع ذلك طبعة ذات غلاف ورقي في عام 1962، وترجم إلى الإسبانية في عام 1971، وهو مخصص لمعلمي غودمان: ريتشارد ماكيون، رودولف كارناب، وموريس كوهين.

## محتويات
يسعى كتاب غودمان إلى إنشاء وإظهار طريقة للتحليل الأدبي يسميها "التحليل الرسمي الاستقرائي". من خلال هذه الطريقة، يحدد غودمان البنية الرسمية داخل العمل الأدبي المعزول، ويكتشف كيفية تفاعل أجزاء العمل مع بعضها البعض لتكوين الكل، ويستخدم تلك التعريفات لدراسة أعمال أخرى. يطبق الكتاب هذه الطريقة على سلسلة من الأعمال الأدبية الفردية (المسرحيات، والقصائد، والشعر، والروايات، والقصص القصيرة، والأفلام) كأمثلة، وذلك باستخدام مزيج من القراءة الفاحصة ومناقشة النوع. يحصر غودمان منهجه الفني في كيفية تفاعل الأجزاء داخل هيكل العمل، ويتجنب إصدار أحكام قيمة على الأعمال نفسها، بصرف النظر عن وصف الأدب "السيئ" بأنه لا يدمج أجزائه. يناقش التفاصيل الدقيقة في العمل الأدبي مثل "الحبكة الخفية" (أي المخفية للبطل) وإشراك الشخصيات، متبوعًا بكيفية عمل هذه العناصر أو عدم عملها معًا. يأخذ تحليله في الاعتبار البنية المستقلة لكل عمل.
يميز الفصل الأول "التحليل الرسمي الاستقرائي" عن أساليب النقد الرسمي الأخرى. ويذكر نوعين آخرين: "النقد النوعي"، حيث يقوم الناقد بتعريف وتصنيف العناصر الهيكلية للعمل الأدبي، و"النقد العملي"، ويفسر العمل دون استدعاء سمات خارجية عن العمل. يهدف أسلوب "التحليل الرسمي الاستقرائي" لغودمان إلى تحقيق التوازن بين الاثنين من خلال دراسة أجزاء العمل واستخلاص التعريفات التي يمكن استخدامها عبر الأعمال، أي كيفية ترابط الأجزاء لتكوين الكل. ويركز بشكل خاص على الحبكة السردية، أو العناصر التي تستمر أو تتغير أثناء العمل. في جميع أنحاء الكتاب، يطبق تحليله الرسمي على أمثلة الأعمال الأدبية التي نظمتها الأنواع التجريدية الأرسطية: "المؤامرات الجادة"، و"المؤامرات الهزلية"، و"المؤامرات الروائية"، و"اعتبارات تنسيق الألفاظ"، و"المشكلات الخاصة بالوحدة".
تصف الفصول الثلاثة التالية الأعمال الأدبية في ثلاثة أنواع من الحبكات: الجادة والكوميدية والروائية. تمتد هذه الأنواع من التصنيف الموجود في كتاب شعرية أرسطو. يبدأ غودمان باستخدام مسرحيتين لسوفوكليس - أوديب ملكا وفيلوكتيتيس - لتمييز طريقة أرسطو عن طريقة غودمان. ويجادل بأن طريقة أرسطو مصممة على غرار البنية الرسمية لأوديب ملكا وأن هذه البنية غير كافية لتطبيقها على فيلوكتيتيس. بدلاً من ذلك، في تصنيف غودمان "للحبكة الجادة"، تتشابك الشخصيات مع الحبكة ولا يمكن تمييزها عنها، كما هو الحال في مسرحية شكسبير ريتشارد الثاني وقصيدة فيرجيل الملحمية، الإنيادة. كما يصف أيضًا مسرحية شكسبير هنري الرابع، الجزء الأول والهجاء الشعري لجون درايدن ماك فليكنو كمزيج من الأعمال الكوميدية والجادة. في "الأعمال الروائية"، تستجيب الشخصيات للحبكة بدلاً من التماثل معها، مع أمثلة تشمل رواية جوستاف فلوبير "التعليم العاطفي [الإنجليزية]"، ورواية "القلعة" لفرانس كافكا، و "هاملت " لشكسبير.
في الفصل الخامس، يحلل غودمان القصائد الغنائية إلى عناصر مثل الشعور، والتفكير/التفكير، والصورة، والموقف الأسلوبي. على الرغم من أن هذه العناصر تظهر في الأعمال الطويلة، إلا أن غودمان يؤكد أنها تابعة لعناصر هيكلية أكبر مثل الشخصية والحبكة والأطروحة في تلك الأعمال. يقوم بقراءة قريبة لكتاب جون ميلتون "عن عماه [الإنجليزية]" و"مورت دارثر [الإنجليزية]" للورد تينيسون، مع تحليل رسمي لعناصر "الملمس" مثل صوت الكلمة، والوزن، وبناء الجملة، والنغمة [الإنجليزية]، والاستعارة. يقدم ست طرق محتملة لربط مقاطع السونيتة وما يستنتجونه. يقوم غودمان أيضًا بتحليل كاتولوس 46.
ويتناول الفصل السادس "المشكلات الخاصة بالوحدة"، أي الظروف الفريدة التي يمتد فيها التحليل إلى ما هو أبعد من عمل واحد، مثل توحيد بنية ترجمة العمل مع أصله. ويلاحظ غودمان كيف تتغير العناصر الشكلية ضمن تحولات الأعمال، مثل تلك الشخصية، والإيقاع، وكيف يتغير بناء الجملة والموضوع والعناصر الأخرى عن التنسيق الأصلي. في مثال "La Géante"، يخلص غودمان إلى أن السونيتة وترجمتها تختلفان في النوع. كما يستشهد بـ "البناة (بالإنجليزية: The Builders)‏" لهنري وادزورث لونجفيلو كدليل على قدرة الشاعر الجيد على كتابة قصائد سيئة.
ينتهي غودمان بتحليل مأساة هوراس التي كتبها بيير كورني في القرن السابع عشر، والتي تستخدم أسلوبه الرسمي الاستقرائي جنبًا إلى جنب مع الأساليب النقدية الأخرى لتسليط الضوء على سيكولوجية الحرب في المسرحية. وينتقد قرار كورني بعدم تصوير الفظائع الحقيقية للحرب.

## فهرس
- Aiken، Henry David (1955). "Inductive Criticism". The Kenyon Review. ج. 17 ع. 2: 304–311. ISSN:0163-075X. JSTOR:4333577.
- Borklund، Elmer (1977). "Paul Goodman". Contemporary Literary Critics. Contemporary Writers of the English Language. New York: St. Martin's Press. ص. 226–231. ISBN:978-0-333-22667-4.
- Coffman، Stanley K. (1955). "Review of The Structure of Literature". Books Abroad. ج. 29 ع. 2: 225. DOI:10.2307/40094360. ISSN:0006-7431. JSTOR:40094360.
- Greacen، Robert (1955). "Stream of Consciousness in the Modern Novel; The Structure of Literature". جمعية اللغة الإنجليزية (انجلترا). ج. 10 ع. 60: 232. DOI:10.1093/english/10.60.232. ISSN:0013-8215.
- Grever، Glenn (1985). "Too Good to Miss". The English Journal. ج. 74 ع. 5: 77–78. DOI:10.2307/817711. ISSN:0013-8274. JSTOR:817711.
- Joost، Nicholas (1954). "Review of The Structure of Literature". Poetry. ج. 84 ع. 6: 365–366. ISSN:0032-2032. JSTOR:20585431.
- Levin، Harry (1955). "Review of The Structure of Literature". Modern Language Notes. ج. 70 ع. 2: 124–126. DOI:10.2307/3040659. ISSN:0149-6611. JSTOR:3040659.
- Moore، Nicholas (22 أكتوبر 1954). "A Peculiar Act". The Times Literary Supplement ع. 2751: 674. ISSN:0307-661X.
- "New Books in Brief". ذا نيشن (مجلة) (بالإنجليزية). 178: 469. مايو 29, 1954. ISSN:0027-8378.
- Nicely، Tom (1979). Adam and His Work: A Bibliography of Sources by and about Paul Goodman (1911–1972). Metuchen, NJ: Scarecrow Press. ISBN:978-0-8108-1219-2. OCLC:4832535.
- Rodway، A. E. (1955). "A Critical Technocrat". Essays in Criticism. ج. 5 ع. 1: 55–63. DOI:10.1093/eic/V.1.55. ISSN:0014-0856.
- Stoehr، Taylor (1994). Here Now Next: Paul Goodman and the Origins of Gestalt Therapy. San Francisco: وايلي (ناشر). ISBN:978-0-7879-0005-2. OCLC:30029013.
- Turner، Robert Y. (1954). "Aristotle with a Difference". Chicago Review. ج. 8 ع. 2: 117–121. DOI:10.2307/25293050. ISSN:0009-3696. JSTOR:25293050.
- Vince, Ronald W. (1993). "Neo-Aristotelian or Chicago School". In Makaryk, Irena R. (ed.). Encyclopedia of Contemporary Literary Theory: Approaches, Scholars, Terms (بالإنجليزية). Toronto: University of Toronto Press. pp. 116–120. ISBN:978-0-8020-6860-6.
- Widmer، Kingsley (1980). Paul Goodman. Boston: جيل (ناشر). ISBN:0-8057-7292-8.